# Ртутно-поршневой насос

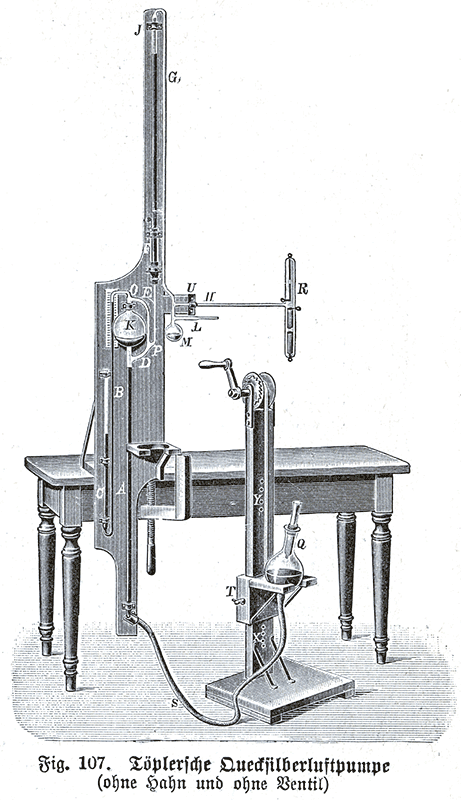
Насос Гейслера — Тёплера.

Рту́тно-поршнево́й насо́с — разновидность механических вакуумных насосов с использованием ртути. Были широко распространены в лабораторной и промышленной вакуумной технике середины 19-го — начала 20-го веков.
В настоящее время полностью вышли из употребления и представляют только исторический интерес. Достигаемые значения вакуума до 10−8 атмосферы (~10−3 Па) — давление насыщенного пара ртути при рабочей температуре.

## История
Один из первых насосов такого рода — насос Гейслера — Тёплера — был создан в 1862 году. Работа с этим насосом требовала очень больших физических усилий и времени.

Схема ртутно-поршневого насоса Шпренгеля. Создаёт вакуум с давлением до 1 мПа.

Позднее большее распространение получила конструкция Шпренгеля, описанная в 1865 году.
Собственную конструкцию насоса в 1874 году предлагал Д. И. Менделеев.
В 1905 году немецкий физик Вольфганг Геде усовершенствовал насос Гейслера — Тёплера, заменив поступательное движение вращательным, что существенно упростило использование насоса
.

## Принцип действия
Простейший насос состоит из двух ёмкостей, соединённых вертикальной трубкой. В верхнюю ёмкость (В) периодически поступает небольшое количество ртути, которая под действием силы тяжести стекает в вертикальную трубку, и, далее, — в нижнюю ёмкость. Диаметр трубки выбирается достаточно малым (не более 2,5 - 2,75 мм), чтобы поверхностное натяжение капли ртути обеспечивало перекрывание сечения трубки, не позволяя воздуху проходить по трубке снизу вверх. При этом темп подачи ртути по каплям подбирался так, чтобы в вертикальной трубке постоянно находилось несколько капель, разделённых воздушными промежутками. Каждый раз, когда новая капля перекрывала сечение трубки, в воздушный промежуток под каплей из верхней ёмкости захватывалось немного воздуха.
Ртуть в этих насосах в качестве жидкости выбрана за малое давление насыщенных паров (что позволяет получить достаточно глубокий вакуум) и большую плотность (что не даёт атмосферному давлению на каплю снизу превысить силу притяжения капли к Земле).